# Marcos Acuña
Marcos Javier Acuña (* 28. Oktober 1991 in Zapala) ist ein argentinischer Fußballspieler. Er steht beim FC Sevilla unter Vertrag und ist in der argentinischen Nationalmannschaft aktiv. Mit ihr wurde er 2021 Copa-América-Sieger und 2022 Weltmeister.

## Karriere

### Vereine
Er begann sein sportliches Training im Club Don Bosco in seiner Heimatstadt. Damals spielte er als Linksverteidiger. Seine gute Leistung machte ihn bei Scouts bekannt, die ihn zu Tests in verschiedenen Clubs in Buenos Aires einluden. So versuchte er sich im Alter von 13 Jahren, blieb aber nicht bei Boca Juniors und San Lorenzo de Almagro. Vier Jahre später versuchte er sich für Quilmes AC, River Plate und CA Tigre, bevor er schließlich von Ferro Carril Oeste übernommen wurde. Nach einigen Saisons in Ferros Reserveteam wurde er zur ersten Mannschaft befördert. Sein Debüt gab er 2009 in einem Spiel der Primera B Nacional als Flügelspieler unter dem Trainer José María Bianco. Bereits in der Saison 2013/14 zeichnete er sich durch seine Fähigkeit aus, seine Mannschaftskameraden zu unterstützen, indem er zwölf Tore vorbereitete, wodurch er die Aufmerksamkeit der großen Vereine auf sich zog. Bei Ferro kam Acuña auf insgesamt 117 Spiele mit fünf Toren und 23 Vorlagen.
2014 folgte der Wechsel zu Racing Club de Avellaneda. Im Pokal gegen San Martín de San Juan bestritt er sein erstes Spiel und schoss dabei sein erstes Tor. Avellaneda siegte mit 1:0. Die Mannschaft konnte nach dreizehn Jahren ohne einen Titel 2014 wieder die Meisterschaft gewinnen.
Im Juli 2017 wechselte er nach Portugal zu Sporting Lissabon. Beim 2:0-Auswärtssieg gegen Desportivo Aves kam er hier zum ersten Pflichtspieleinsatz. Im August 2020 wechselte er zum FC Sevilla. In der Saison 2022/23 bestritt er 30 von 38 möglichen Ligaspielen für Sevilla, in denen er drei Tore schoss, drei Pokalspiele, vier Spiele in der Champions League und acht Spiele in der Europa League. Zum Ende der Saison gewann er die Europa League 2022/23.
Nach der Saison 2023/24 kehrte er in seine Heimat Argentinien zurück, wo er seitdem für River Plate aktiv ist.

### Nationalmannschaft
Am 6. November 2016 gab er im WM-Qualifikationsspiel gegen Chile sein Länderspieldebüt in der argentinischen Fußballnationalmannschaft. Er gehörte zum endgültigen Kader für die Fußball-Weltmeisterschaft 2018.
Beim 1:0-Finalsieg am 10. Juli 2021 über Titelverteidiger Brasilien gewann er mit seiner Mannschaft die Copa América 2021.
Auch bei der Weltmeisterschaft 2022 in Katar gehörte er zum argentinischen Kader. Mit Ausnahme des Halbfinales, für das er wegen der zweiten gelben Karte gesperrt war, bestritt er alle Spiele. Die Nationalmannschaft gewann die Weltmeisterschaft im Elfmeterschießen.

## Erfolge
Nationalmannschaft
- Weltmeister: 2022
- Copa-América-Sieger: 2021, 2024
- Finalissima-Sieger: 2022 (ohne Einsatz)

Avellaneda
- Argentinischer Meister: 2014

Sporting Lissabon
- Taça da Liga: 2018

FC Sevilla
- Europa League: 2022/23